# Nicolette Krebitz

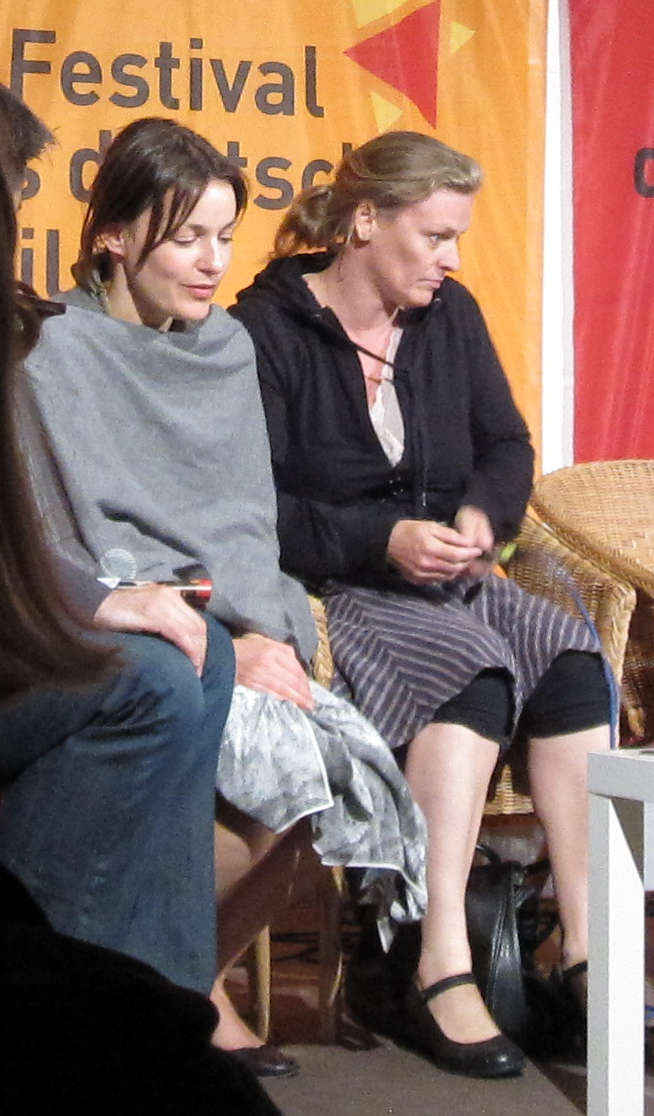
Nicolette Krebitz (stânga), Anne Hoegh (dreapta)

Nicolette Krebitz (n. 2 septembrie 1972, Berlinul de Vest) este o actriță, muziciană și regizoare germană. Ea lucrează și la dublaj de filme străine.

## Date biografice
Nicolette Krebitz a fost crescută numai de mama sa, în Berlinul de Vest. Deja ca și copil a avut interese pentru arta cinematografică. A debutat în filmul Sigi, der Straßenfeger. A întrerupt școala de muzică și dans și a început să studieze actoria la școala Fritz-Kirchhoff. A fost apreciată ca actriță după rolul jucat în filmele TV Schicksalsspiel și Ausgerechnet Zoé. A fost distinsă cu Premiul Adolf-Grimme.

## Filmografie
- 1984: Sigi, der Straßenfeger
- 1993: Schicksalsspiel
- 1993: Durst
- 1994: Der Mann mit der Maske
- 1994: Ausgerechnet Zoé
- 1995: Kinder des Satans
- 1995: Babyfon – Mörder im Kinderzimmer
- 1995: Tatort: Ein ehrenwertes Haus
- 1995: Unter Druck
- 1996: Greenhorn
- 1996: Tempo
- 1996: Kondom des Grauens
- 1997: Bandits
- 1998: Die Bubi Scholz Story
- 1999: Long Hello and Short Goodbye
- 2000: Der Tunnel
- 2000: Fandango – Members Only
- 2001: Die Männer ihrer Majestät (All the Queen’s Men)
- 2001: Jeans (regie și scenariu)
- 2002: So schnell Du kannst
- 2006: Tatort: Pechmarie
- 2007: Das Herz ist ein dunkler Wald (regie și scenariu)
- 2007: Liebeslied
- 2009: Deutschland 09 (episod: Die Unvollendete; regie și scenariu)
- 2010: Verhältnisse
- 2010: Unter dir die Stadt